# Iglesia de San Felipe (Carmona)
La iglesia de San Felipe está situada en Carmona (España). 
Se trata del edificio religioso más original de toda la ciudad de Carmona, al ser aplicado el estilo renacentista sobre una estructura mudéjar. Es evidente que esta iglesia fue una mezquita, lo cual prueban la existencia de su minarete, el alfiz que enmarca la entrada y su planta basilical.Es la sede de la Hermandad de la Amargura de Carmona.

## Historia
Cuando Carmona fue conquistada en 1247, sus mezquitas fueron reconvertidas en templos católicos. De esta manera San Felipe fue el santo que tuvo la advocación de la mezquita de esta barriada alta de la medina musulmana.
Se trata de una iglesia única, ya que adopta un tipología de torre-fachada, tipología escasísima. El minarete fue prolongado y la entrada al mismo, previo patio de las abluciones, se convirtió en la principal fachada del templo manteniendo su estructura mudéjar.
Como las obras de adaptación fueron lentas hasta el siglo XVIII se introdujeron diversos elementos y estilos en la Iglesia. Como por ejemplo un altar mayor dieciochesco, o un artesonado de clara tendencia mudéjar.
El templo presenta planta basilical, con tres naves separadas por arcadas sustentadas en columnas.

## Imágenes
En ella se encuentran las imágenes que realizan estación de penitencia que pertenecen a la hermandad de la Amargura,el Señor de la Amargura y la María Santísima del Mayor Dolor.

## Señor de la Amargura
Tallado por el escultor Jorge Fernández en el año 1521, se trata de una obra excepcional que constituye la imagen cristífera documentada más antigua de todas cuantas procesionan en la Semana Santa de Andalucía. (Como referencia se cita que en Sevilla capital, el Cristo documentado más antiguo que procesiona en toda su Semana Santa es el Santísimo Cristo de Burgos, realizado cinco décadas más tarde, en el año 1574, por Juan Bautista Vázquez El Viejo).